# Bolton (Massachusetts)
Pour les articles homonymes, voir Bolton.
Bolton est une municipalité du Comté de Worcester au Massachusetts, fondée en 1682.
Sa population était de 4 897 habitants en 2010.

## Localisation
| Lancaster | Harvard | Boxborough (Comté de Middlesex) |
| Lancaster | Bolton  | Stow (Comté de Middlesex)       |
| Clinton   | Berlin  | Hudson (Comté de Middlesex)     |